# Etiquetado de transposones
El etiquetado de transposones, también llamado STM, STTM, transposon taggin en inglés, es una técnica que permite identificar genes en las bacterias que son esenciales para el proceso de infección en un animal modelo. Fue inventada por David Holden.

## Características de está técnica
- es un método de selección negativa para la identificación de genes de virulencia basándose en la mutación
- es un método rápido
- utiliza un pequeño número de hospedadores
- requiere un patógeno haploide que será objeto de mutagénesis por inserción
- infecta a su huésped como una población mixta
- genera cepas atenuadas.
- no requiere ningún conocimiento de la naturaleza del producto del gen
- sólo depende de los patrones de expresión de un fenotipo mutante
- no revela genes esenciales

## Metodología
1. Un pool de bacterias es mutageneizado por inserción de los tranposones que porta un "'tag'", una secuencia única que ayuda a identificarlos. Se genera así una biblioteca de bacterias mutantes.
2. Este paso se repite para diferentes "tag", obteniéndose varias bibliotecas cada una de ellas con un "tag" diferente.
3. Se hace un screening in vivo de las bibliotecas, para ello se arman distintos pooles conteniendo clones con diferentes "tag", que son inoculados en un animal inmunodeprimido
4. Se recogen las bacterias del animal y se identifican los "tag" faltantes, es decir los que corresponden a los genes necesarios para la virulencia. Nótese que bacterias sin estos genes, no pueden infectar ni reproducirse.
5. De la biblioteca original se levanta la secuencia de estos

De esta manera se puede conocer la secuencia de los genes implicados en la virulencia.

## Aplicaciones

### Etiquetado de Transposones en bacterias
Esta tecnología se ha utilizado ampliamente en Salmonella typhimurium, descubriendo 28 genes de virulencia en solo seis meses, la mitad de los cuales habían sido previamente identificados como necesarios para la infección, investigaciones que llevaron más de 20 años.
La técnica es aplicable a una amplia gama de microorganismos y ya ha sido aplicado con éxito a Neisseria meningitidis Streptococcus y Mycobacterium tuberculosis agente causal de la tuberculosis.

### Etiquetado de Transposones en plantas
Mediante el uso de esta técnica, los investigadores han podido añadir diversos elementos genéticos al maíz y en algunas otras especies (como el tabaco, etc

## Propiedad Intelectual
Esta tecnología tiene derechos de propiedad industrial
- US Patent Number US 5876931 Granted March 1999
- US Patent Number US 6015669 Granted January 2000
- European Patent Number EP796341B Granted Sept 1998

### Otras referencias
Henri L Saenz and Christoph Dehio, (2005), Signature-tagged mutagenesis: technical advances in a negative
selection method for virulence gene identification, Current Opinion in Microbiology 2005, 8:612 – 619
- Datos: Q7835336